# Ирокези
Ирокези (енгл. Iroquois /ɪrəkwɔɪ/ или /ˈɪrəkwɑː/) лабави су племенски савез (лига племена или конфедерација) америчких староседелаца из Североисточних шума Северне Америке, већином у подручју данашњег Њујорка. У време оснивања савеза нека од ових племена била су људождерска (Мохок), што су њени оснивачи Деганавида и Хијавата укинули. Својом експанзивном политиком и борбеношћу савладали су све околне суседе, како друга ирокешка племена, тако и разне групе Алгонквина. На северу њихово ширење зауставила су тек племена борбених Индијанаца Абенаки и Сококи, на запад су се ширили све до земље Оџибва, и на југу до земље Черокија и Катоба. Према Лију Салцману (1600) их је било око 20.000, укључујући свих пет племена. Муни је њихов број срезао на свега 5.000, што је свакако претерано мало. Потомци Ирокеза данас живе по резерватима у Њујорку, Онтарију, Висконсину и Оклахоми. Данас су познати као радници на великим висинама, који раде на склапању челичних конструкција облакодера. Године 1990. било их је око 50.000.

## Име
Ирокези сами себе (као конфедерацију) називају Ходиношони (енгл. Haudenosaunee), или  'народ дугачке куће'  ("people of the long house"). Алгонквини су их називали Irinakhoiw или  'праве змије'  (вероватно звечарке). Французи касније на алгонквински назив додају суфикс –ois, што даје Iroquois. Чест назив код англофонских насељеника је Five Nations или  'Пет народа' , касније када су 1722. Таскароре приступиле савезу као шести народ називани су  'Six Nations' . Постојали су и други називи, племе Отава називало их је Matchenawtowaig или  'зле змије'  (енг.  'bad snakes' ), Индијанци Оџибве  'Nautowa'  или  'змије' , 'гује', (енг.  'adders' ). Познат је и Поухатан назив Massawomeck.

## Конфедерација Ирокеза – Ирокешки савез
Савез Ирокеза настао је око 1570. године вероватно у крају око реке Сент Лоренс. У овом формативном периоду они су протерали цео низ племена која су касније створила савез Хјурона. Савез је према легенди настао говором који је започео Деканавида (или Деганавида; по некима био је Хјурон) 'I am Dekanawidah and with the Five Nations' Confederate Lords I plant the Tree of Great Peace.' Савез се касније посветио ратовима против својих суседа. У првој половини седамнаестог века отерали су Конестоге с ријеке Сасквехана, њихових блиских рођака. У даљим нападима (1648-'50) поразили су (уз помоћ пушака и богиња) племена савеза Хјурон. Дувански Народ (Петун, Тиононтати) збрисали су 1649.; Неутрални Народ (Ативандаронк; 1650-'51); Ири (1653-'56). Касније су страдали и Индијанци Илиној и Делавер у првој половини 18. века. Похарали су и читаву Вирџинију. На југу су их ипак зауставили Чероки и Катоба, те Оџибве на западу. Ирокези су били горки непријатељи Француза, класичних савезника и пријатеља канадских Хјурона и Абенака. Они су били савезници Холанђана и касније Енглеза. Од њих су добивали ватрено оружје и артикле за трговину. У време Америчке револуције већина Ирокеза била је на енглеској страни, но Американци су добили рат па су морали да оду у Онтарио, где још многи живе. Многи Онандага и Сенеке остали су на резерватима у Њујорку, док су Онајде касније пресељени у Висконсин.

### Племена
- Кајуга, „Гојогуен-ага“ (Locusts-coming-out-of-place people), држали су подручје између Сенека на западу и средишњих Онандага. У савезу означавани су именом "those of the great pipe." '(чуварима) Велике луле', то јест калумета ('calumet').
- Мохок, најисточнији, првобитно звани Ганијенге-хага, данас себе зову Канијенкехака, новија варијанта, значење је 'Flint place people '. Они су чувари 'Источних капија' или "keepers of the eastern door."
- Онајда, „Онениоте-ага“ , друго племе с истока, односно западни сусједи Мохока (Standing stone people)
- Онандага. Централна група, село Онандага имало је функцију данашњег главног града. Они су раније називани Онадаге-га“ (Mountain place people). Онадаге су у конфедерацији називани као 'чувари ватре' "keepers of the fire" или 'чувари 'wampuma' "wampum keepers."
- Сенека, чувари су 'Западних капија' "keepers of the western door." , „Тсононтовага“ или „Тсононтоуан“, ('Big mountain people'). Они су били западна предстража Ирокеза.

## Локација
Ирокези су контролисали подручје између Скоухари Крика до реке Џенеси, и од Сент Лоренс до Сасквехане, данашње Сједињене Америчке Државе и Канада. Њихово подручје било је окружено Алгонквинским племенима, на чију територију су често продирали, вршили пљачкашке походе, отимали жене, децу и друге ратне заробљенике. Својом експанзијом Ирокези су ширили подручје своје доминације али су истовремено адоптирали многе друге народе и губили чистокрвност. 

## Језик
Језик, односно језици Ирокеза припадају породици ирокешких језика, породици која је добила име по њима. Највећа сродност постоји између језика мохок и онајда и кајуга и сенека. Остали језици породице су хјурон, или вајандот, сасквехана, ири, чероки, таскарора, мехерин, нотавеј и дијалекти других мањих племена.

## Организациона структура друштва
Ирокези су били лабави савез племена, можда слично као Астеци. Свако племе одлучивало је само о себи. О стварима које су се тицале читаве заједнице одлучивали су сахеми (sachem = поглавица) свих племена. Свако племе у Ирокеза било је подељено на кланове (према Моргану, на родове). Кланови су код свих Ирокеза били егзогамни, а наслеђе матрилинеарно, боравиште је било матрилокално. Муж се након рођења првог детета селио у женин дом. Сенеке су имали 8 оваквих кланова (то су били вук, медвед, корњача, дабар, јелен, шљука, чапља и јастреб); Индијанци Кајуга имали су кланове (вук, медвед, корњача, дабар, јелен, шљука, јегуља и јастреб); Онандага (вук, медвед, корњача, дабар, јелен, шљука, јегуља и клупко); Индијанци Онајда и Мохок (вук, медвед и корњача). Осим код Онајда и Мохока, свако племе било је подељено и на две фратрије, односно братства (неки кажу женидбене класе). Код Сенека свака фратрија имала је четири клана, код Кајуга и Онајда било је по 5 кланова у једној фратрији и по 3 у другој. Женидба унутар фратрије била је забрањена, то јест, биле су егзогамне. Фратрије или братства биле су наравно ривали у разним активностима, спортским играма и другом. 
Поглавице је свако племе бирало за себе. Свако племе бирало је и поглавицу који ће их заступати у конфедерацији, о њему су касније одлучивали поглавице које су већ изабране на том месту. Он је могао бити, али и није морао бити и прихваћен. Ако би био одбијен, дотично племе слало је другог кандидата, и тако све док један не буде прихваћен. Било је увек важно да буде припадник клана који је одређен за ту племенску титулу. Поглавица аутоматски губи своје старо име и добива ново, оно му је и титула и име. Важно је напоменути да су 'матрифокални' Ирокези за поглавице прихваћали и жене. Она је јако често примана на те положаје. –Веома сродни Тускарора такође су имали кланове сличне Ирокезима, медвед, дабар, шљука, јегуља, али су имали два вука (жути и сиви, у истој фратрији), имали су и две корњаче (велику и малу), али је клан јелена код њих био истребљен још у Морганово време.
Свако племе у савезу заступано је од одређеног броја поглавица. Мохоки су имали 9 поглавица, Онајда (9), Онондага (14), Кајуга (10) и Сенека (8). Придошли Таскароре, нису имали права присуствовати већима иако су били примљени у савез. Назив сваког положаја истовремено постаје и име поглавице у току вршења његове службе. Било је 50 сахема, у ствари бирало се само 48 јер на месту Хијавате и Деганавиде није биран нико, понашало се међутим, као да тамо седе. Ови сахеми припадали су различитим класама, и увек су били из истог клана.

## Обичаји
Ирокези су шумски народ, кретали су се пешице шумом и увек су били у лову или рату. 
Мушкарац је често веома дуго био на таквим путовањима. Популарне кокице или 'поп корн' њихов је производ, Ирокез га је носио са собом на својим дугачким путовањима. 
Обрада поља и узгој кукуруза главно је занимање жена, њен посао је и домаћинство, чување деце, сакупљање дрва, ношење воде и други послови. Ирокешка поља засађена кукурузима, њиховом главном културом, била су огромна за оно време. 
Према једном извешћу из 1667. године (према Еви Липс), војници француског гувернера седам су дана уништавали поља кукуруза само четири ирокешка села, према Шарлвоау, било га је око 1.000.000 бушела. 
За заштиту својих поља од птица Ирокези су имали организовану зашититу. У пољима су подизали платформе с којих су жене могле плашити и терати птице. Сцену оваквог чувања кукуруза овековечио је Истман на својој слици. 
Пасуљ, друга значајна култура Ирокеза сађен је уз кукуруз уз који се могао овијати и расти. Овакав обичај данас уобичајен у Европи примили смо од Индијанаца. 
Села су код Ирокеза била опасана палисадама ради заштите од напада других племена, посебно њихових крвних непријатеља Хјурона.
Култура Ирокеза је типа Источних шума. Мушкарци су се бавили ловом на јелене и другу мању дивљач. 
Назив народа „народ дугачке куће“ није случајан. Они су, за разлику од неких других индијанских племена, становали у „дугим кућама“, а не у вигвамима или у пуеблима. Куће у којима су живели, постале су им симбол као што је то и 'ирокешка фризура'. Ове куће биле су колективне и свака породица имала је своје место у таквој кући.
Села су радили уз реку, али на местима где је чинила „завоје“, односно у ужем „углу“ којег су чинили ти завоји. Али, пре свега, села су била на некаквој узвисини, односно на мало вишем положају од околног земљишта.

## Богови и духови из пантеона Ирокеза
- Adekagagawaa.- велики дух, у видљивом Аспекту Сунца, он влада над духовима времена и свих годишњих доба.
- Areskoui. –велики дух, заштитник лова и рата.
- Ataentsic ili Atseatsine. "Woman-Who-Fell-To-Earth". Прва жена, мајка Јоскеа и Тавискарон. Жена Атсеатсанова. Она је пала на земљу док је ловила медведа, да би припремила 'медицину' за свог супруга. Приписују јој добре па лоше особине. Мајка је злог Тавискарона.
- Atseatsan. први мушкарац, муж Атентсицин. Соларно божанство. Он и његова супруга помажу Сунцу да се издигне на небо, придржавајући га док не постане превруће.
- Awataerohi. –дух болести. Он улази у тело особе која онда оболи. Постоји 12 врста Аватаерохи-болести. Свака се лечи посебним плесом.
- Bean Woman.- Пасуљ-Жена, једна од 3 сестре (остале две су Корн и Сквош). То су три главне културе Ирокеза, називају их Три сестре.
- Cannibal Woman
- Corn Woman. – (Жена-Кукуруз) једна од Три сестре.
- Dagwanoenyent,- дух торнада, ћерка је ветра.
- Dahdahwat. Опасна приказа из снова.
- Dajoji, дух Западног ветра.
- Deadoendjadases (Earth-Circler). Див-људождер који живи са своје три сестре.
- Deagahgweoses (Long Upper Eyelid). Заштитник дувана.
- Dehotgohsgayeh (Split-Face) , див који живи на југу, заштитник 'хикори-дрвета[2], дрво из породице ораха (Juglandaceae). Он помаже људима а повезују га с медведима и громом.
- Djieien. Монструозни дух паука, велик и зао.
- Djigaahehwa. Класа нижих духова, имају ауторитет над биљем, посебно расту лековитог биља.
- Djoeaga.- дух ракуна, чест у многим причама.
- Doonongaes (He of the Two Horns). Рогата змија која живи у језерима
- Faces in the Forest.- класа духова из дубоке шуме

## Историја
Ирокези су се средином 17. века наоружали холандским пушкама и стекли предност над народима лука и стреле. Они су харали целим подручјем до Америчке револуције. За њих она је значила пропаст. Умешали су се у овај рат али свако племе за себе, не више као конфедерација. Сви осим Онајда придружили су се Британцима али су Британци изгубили рат. Онајде, оставши 'црне овце', због освете од осталих Ирокеза морали су да беже из тога краја. Влада их је склонила у Висконсин гдје и данас живе.

## Ирокези данас - њихова будућност
До 1990. око 50.000 Ирокеза живело је у Њујорку, Онтарију али и широм Америке. 

### Резервати
- У Канади Ирокези данас живе у резерватима
  - (Caughnawaga}: управо јужно од Монтреала у Квебеку, племе Мохок.
  - Ока: на реци Отава.
  - Сент Реџис: јужно од Корнвола, Онтарио.
  - Десеронто: источно од Белвила, Онтарио.
  - Резерват Шест нација: код Брантфорда, Онтарио. На њему живе припадници свих ирокешких племена.
  - Онајда: југозападно од Лондона, Онтарио. Племе Онајда
  - Гибсон (Вата): југоисточно од Џорџија залива, Онтарио (код града Бала), Племе Мохок.
- У Њујорку имају такође више резервата и заједница:
  - Akwesasne (Сент Риџис) резерват: на северу Њујорка. Мохок.
  - Ganiengeh: близу града Алтона, северно од Платсбурга. Мохок
  - Kanatsiohareke: близу Фонде. Мохок нација.
  - Онајда: близу Онајде, окрук Медисон, Онајда нација.
  - Онандага: јужно од Сиракјуса, Онандага нација.
  - Тонавонда резерват: југоисточно од Локпорта. Сенека нација.
  - Алегени : између Џејмстауна и Олијана. Сенека нација.
  - Таскарора: близу Луистона, северно од Најагара Фолса, Таскарора нација.
  - Катарогус резерват: северозападно од Гованде, Сенека нација.
- У Висконсину живе, као што је већ речено, Онајде који су морали да побегну пред бесом осталих Ирокеза, због свог савезништва с Американцима у Грађанском рату. Резерват им се налази код Грин Беја.
- Најјужнији Сенека-Кајуга (делимично пореклом од Ири Индијанаца) настањени су у Оклахоми код Турки Форда.

### Познати Ирокези
Многи су Ирокези данас познате особе као: 
- Алекс Рајс (глумица)[3],
- Аугуст Шеленберг (глумац),
- Били Ту Риверс (вреслинг-борац), сви из племена Мохок и
- Грејем Грин веома познати глумац из племена Онајда (ово је лице засигурно познато свим филмофилима[4]).

Данас већина ипак живи просечним америчким животом, како у урбаним, тако и у руралним заједницама. На резерватима постоје коцкарнице које су главни извор зараде готово свим резерватским Индијанцима. Ван резервата раде највише за разне грађевинске твртке, јер је још од првих контаката с бијелцима код њих установљена способност одличног подношења великих висина.

## Занимљивости
Код Ирокеза постоји спортски савез, који данас наступа независно у међународним спортским такмичењима, а има и спортских успеха - ирокешки тим из Лакроса је на СП-има у Лакросу 2003. и 2007. године освојио друга места.

## Ирокези као тема у уметности

### Филм
- Вучје братство (изворно: Le Pacte des loups), фра. филм, 2001.